# أناستازيا جريمالسكا
أناستازيا جريمالسكا (بالإيطالية: Anastasia Grymalska) مواليد 12 يوليو 1990 في كييف، هي لاعبة كرة مضرب إيطالية بدأت مسيرتها كمحترفة سنة 2006 تلعب باليد اليمنى وتحتل حالياً المرتبة 377 (18 يناير 2016) في تصنيف رابطة محترفات كرة المضرب. أعلى تصنيف لها كان 213.

## روابط خارجية
- أناستازيا جريمالسكا على موقع رابطة محترفات التنس (الإنجليزية)
- أناستازيا جريمالسكا على موقع الاتحاد الدولي لكرة المضرب (الإنجليزية)
- أناستازيا جريمالسكا على موقع خلاصة التنس.كوم (الإنجليزية)
- أناستازيا جريمالسكا على موقع إي إس بي إن.كوم (الإنجليزية)